# 戴维·戈德尔
戴维·戈德尔（1951年3月3日—），美国生物化学家，生物技术产业的先驱。他成功利用基因工程让细菌合成人胰岛素，人生长激素，人组织型纤溶酶原激活剂。

## 生平
1951年出生在圣地亚哥，戈德尔在加利福尼亚大学圣迭戈分校获化学学士学位，在科羅拉多大學博爾德分校获博士学位。他是美国国家科学院院士、埃利·利利生物化学奖获得者。1978年受雇于基因泰克。1991年与史蒂夫·麦克奈特与錢澤南合组Tularik并担任首任CEO。